# Schweizer S-333
Die Schweizer 333 ist ein viersitziger, einmotoriger Hubschrauber der US-amerikanischen Firma Schweizer Aircraft Corporation mit Turbinenantrieb.

## Geschichte

### Schweizer 330
Basierend auf der Schweizer 300C wurde die S-330 (Modell 269D) mit einer 220 SHP starken Turbine versehen, und von der US-amerikanischen Luftfahrtbehörde FAA am 14. September 1992 zugelassen.

### Schweizer 333
Die Schweizer S-333 (Modell 269D Kategorie A) basiert auf der Schweizer S-330 und wurde mit einer 232 SHP starken Turbine versehen und verfügt somit über ein höheres Abfluggewicht, eine höhere Geschwindigkeit. Nach dem Erstflug im Jahre 1988 wurde der Hubschrauber von der FAA am 28. September 2000 zugelassen.
Der Neupreis lag im Jahr 2000 bei USD 600.000 und im Jahr 2010 bei USD 1.000.000.

### MQ-8 Fire Scout
Die Northrop Grumman MQ-8 ist ein von Northrop Grumman entwickeltes unbemanntes Luftfahrzeug für die Streitkräfte der Vereinigten Staaten aufgebaut auf die S-333.

## Technik
Der  3-Blatt-Hauptrotor ist in Ganzmetall ausgeführt, als Drehmomentausgleich dient ein 2-Blatt-Heckrotor. Das Landegestell ist mit vier OLEO-Stoßdämpfern ausgestattet. Als Triebwerk findet eine Rolls-Royce 250-C20W ohne FADEC Verwendung.

## Vergleichbare Hubschraubertypen
- Bell 206
- EC 120
- MD 500
- PZL SW-4
- Schweizer S-434
- Enstrom 480